# As-Sa’id al-Dżabiri
As-Sa’id al-Dżabiri (arab. السعيد الجابري) – egipski zapaśnik walczący w stylu wolnym. Mistrz Afryki w 1979. Drugi na mistrzostwach śródziemnomorskich] w 1979 roku.